# Henegouwen

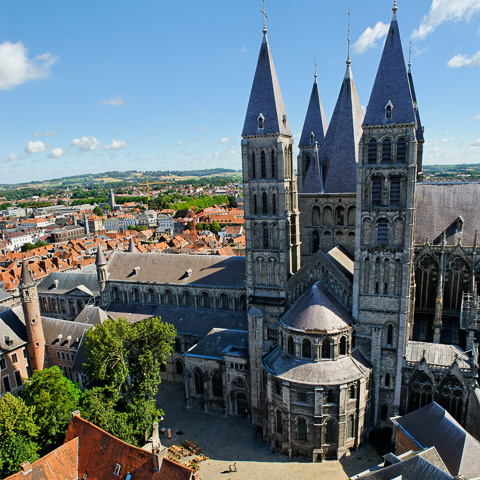
Luchtzicht op de Onze-Lieve-Vrouwekathedraal te Doornik

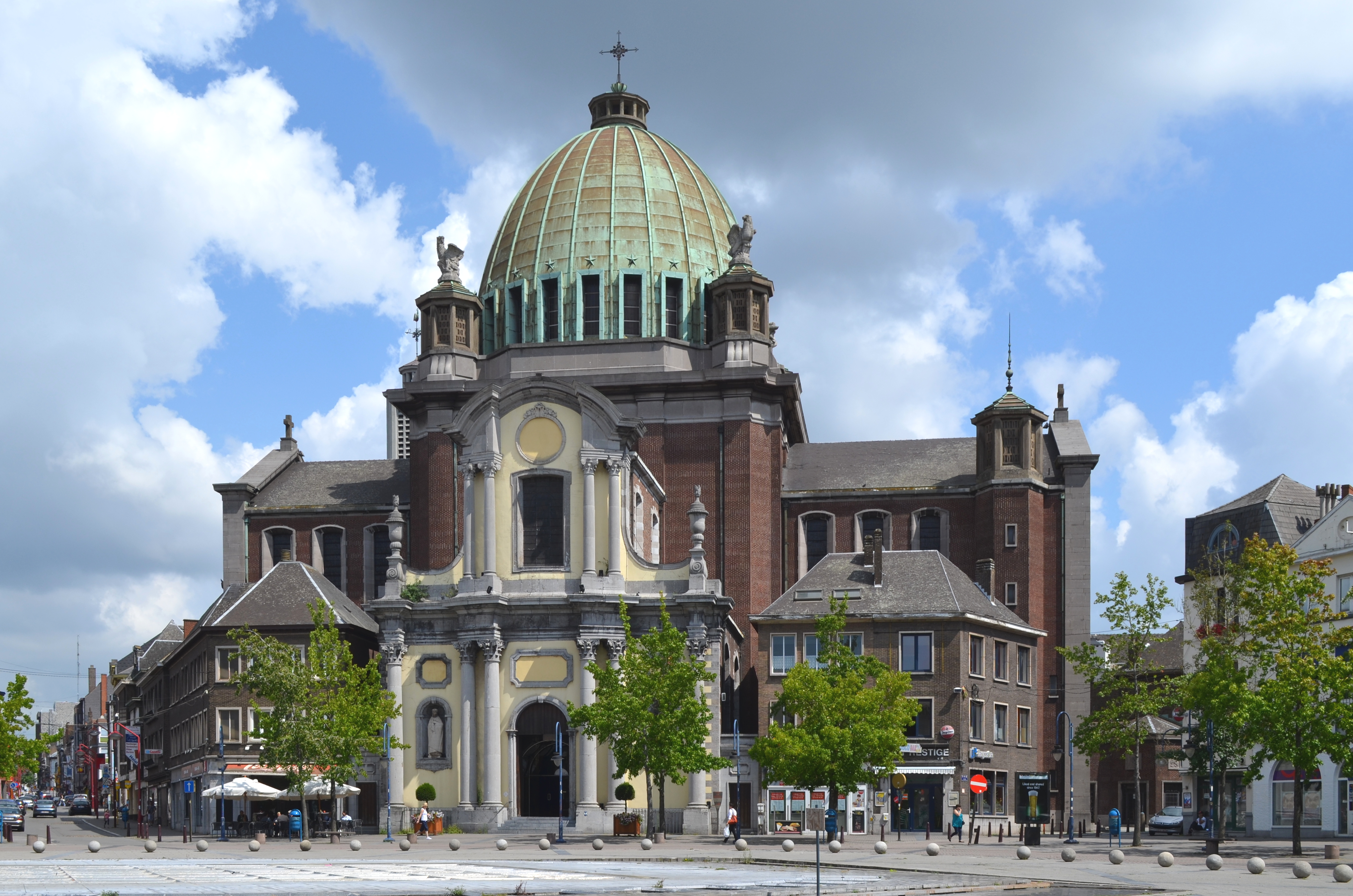
Sint-Christoffelkerk van Charleroi

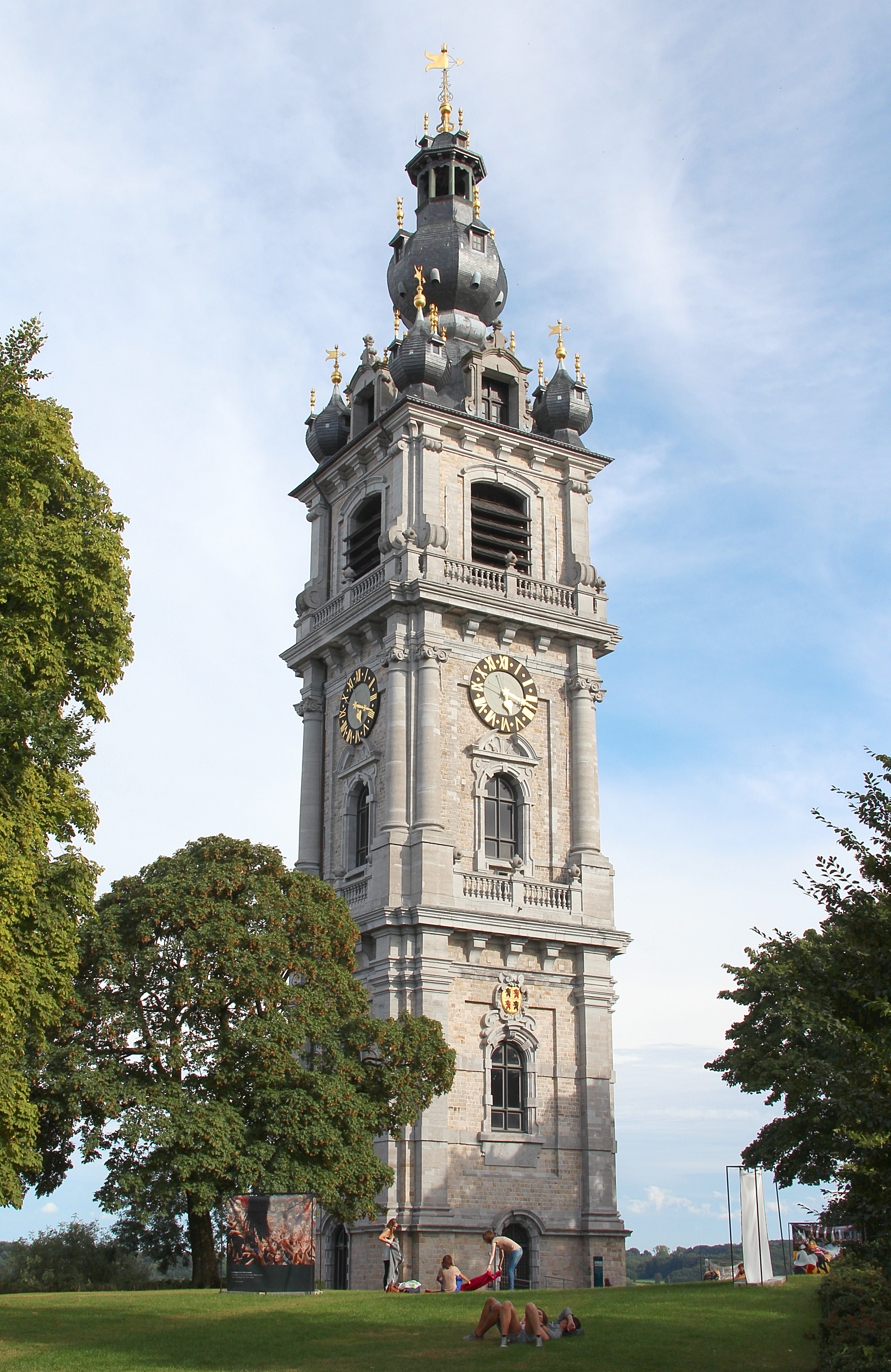
Het Belfort van Bergen

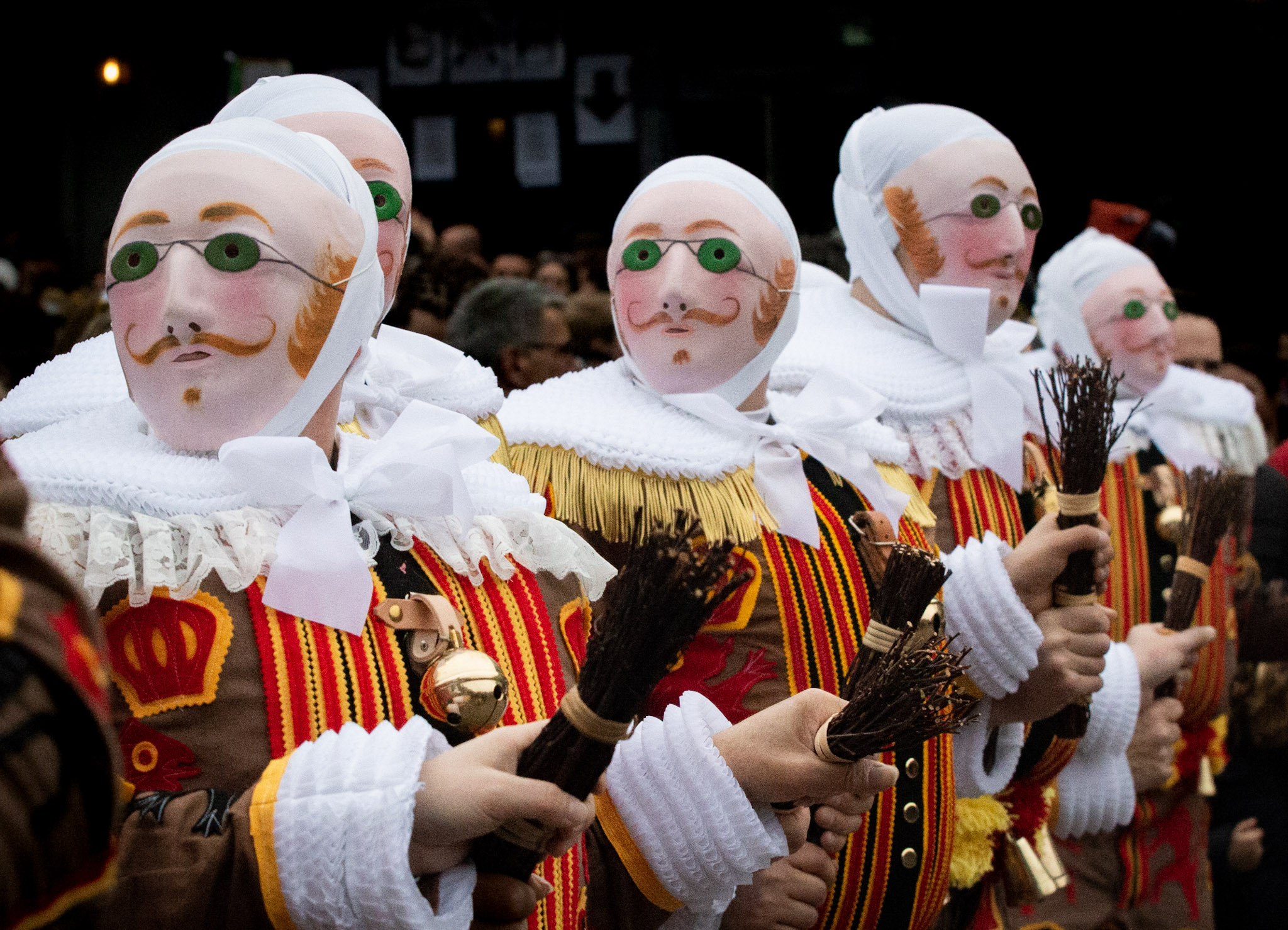
De Gilles op het carnaval te Binche

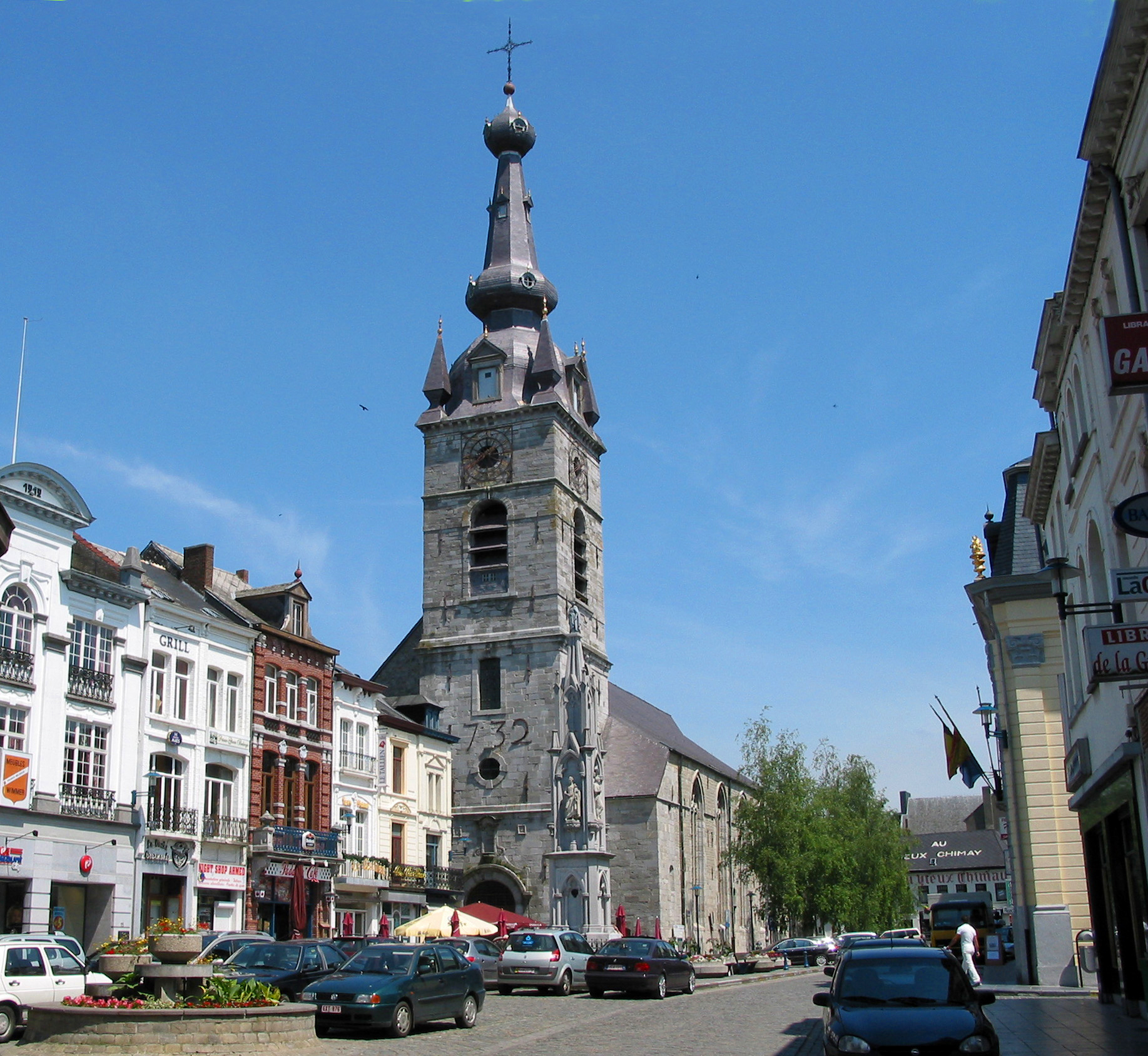
De Grote Markt te Chimay

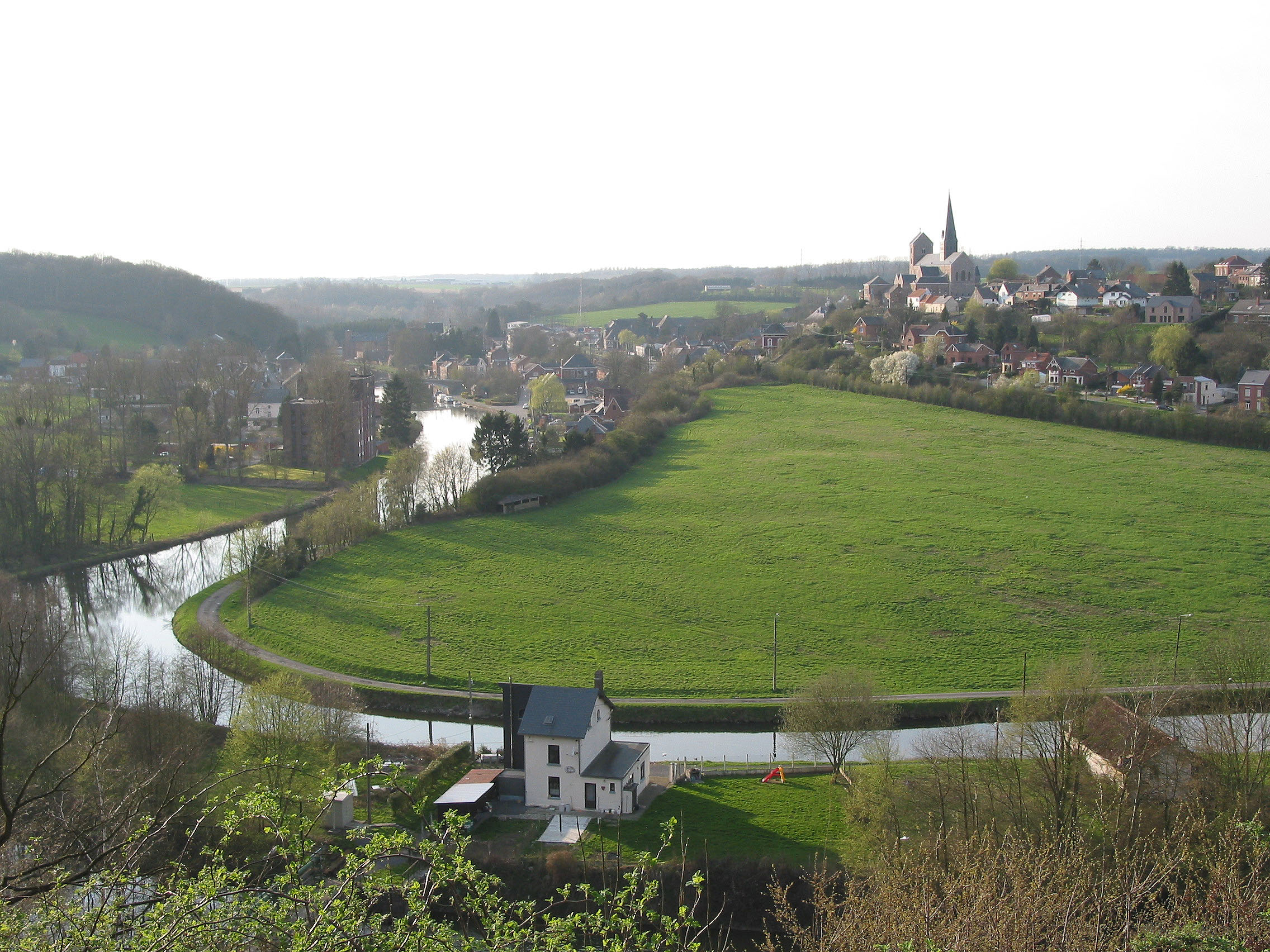
Zicht op de Samber en de oude stad van Lobbes

Henegouwen (Frans: Hainaut, Picardisch: Hénau, Waals: Hinnot, West-Vlaams: Enegouwn, Duits: Hennegau) is een provincie in het zuidwesten van België, met als hoofdstad Bergen. De oppervlakte is 3.812 km² en de provincie telt 1.365.328 inwoners (1 januari 2025). De provincie behoort tot Wallonië, is Franstalig, maar telt vier gemeenten (Komen-Waasten, Moeskroen, Vloesberg en Edingen) waar bij het vastleggen van de taalgrens in 1963 taalfaciliteiten toegekend werden aan de Nederlandstaligen. Ook wordt in het westen van de provincie Picardisch gesproken en in het oosten Waals.

## Geschiedenis
Het grootste deel van het huidige Henegouwen ligt op het grondgebied van het vroegere graafschap Henegouwen. Zowat de helft van het historische graafschap werd geannexeerd door de Franse koning Lodewijk XIV en ging samen met het geannexeerde deel van het graafschap Vlaanderen de zelfstandige Franse provincie Flandre vormen. Deze provincie werd bij de Franse Revolutie het Noorderdepartement.
Bij de Franse annexatie in 1795 werd het deel van Henegouwen dat bij de Oostenrijkse Nederlanden gebleven was, opgenomen in het departement Jemmape, later Jemappes. Dit Franse departement werd in 1815 de Nederlandse en in 1830 de Belgische provincie Henegouwen. Het (Nederlandstalige) gebied rond Halle, dat deel was van het graafschap Henegouwen en van het departement Jemappes, werd overgeheveld naar de nieuwe provincie 'Brabant'.
De provinciegrenzen werden voor het laatst aangepast bij het vastleggen van de taalgrens in 1963. Twaalf toenmalige en in meerderheid Franstalige gemeenten werden toen volledig overgeheveld van West-Vlaanderen en Oost-Vlaanderen, daarnaast werden nog enkele kleinere gehuchten om dezelfde reden deel van de provincie. Henegouwen stond zelf drie toenmalige gemeenten en enkele gehuchten af aan Oost-Vlaanderen en Brabant. Door de overheveling van Komen werd een exclave gecreëerd tussen Frankrijk en West-Vlaanderen.

## Geografie
Een deel van Henegouwen ligt op het Henegouws Plateau. Het laagste deel van de provincie wordt gevormd door de depressie Henekom. Ten noorden van de hoofdstad Bergen ligt een zanderige streek die bekendstaat als de Henegouwse Kempen.

### Administratieve indeling

#### Arrondissementen

##### Administratieve arrondissementen
De provincie Henegouwen heeft zeven administratieve arrondissementen:

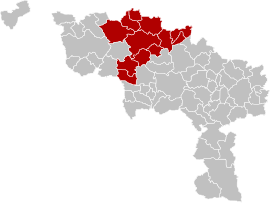
Aat
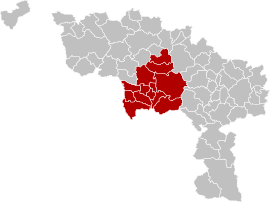
Bergen
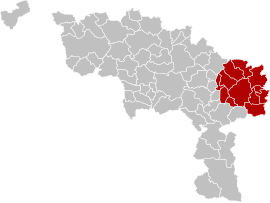
Charleroi

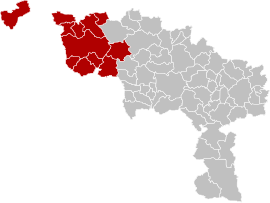
Doornik-Moeskroen
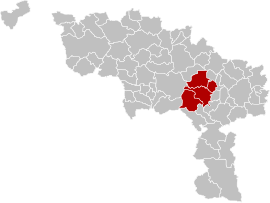
La Louvière
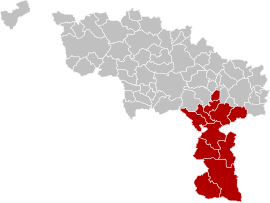
Thuin
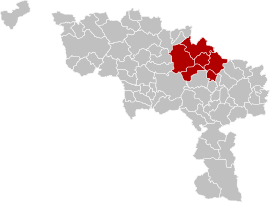
Zinnik

##### Bevolking per arrondissement
| Arrondissement       | Inwoners (1/1/2025) | Opp. km² | Inw./km² |
| -------------------- | ------------------- | -------- | -------- |
| Aat                  | 130.759             | 671,82   | 194,6    |
| Bergen               | 261.825             | 588,44   | 445,0    |
| Charleroi            | 401.979             | 475,93   | 844,6    |
| Doornik-Moeskroen    | 226.584             | 714,53   | 317,1    |
| La Louvière          | 142.518             | 219,45   | 649,4    |
| Thuin                | 92.646              | 785,04   | 118,0    |
| Zinnik               | 109.017             | 357,61   | 304,9    |
| Provincie Henegouwen | 1.365.328           | 3.812,83 | 358,1    |

##### Gerechtelijke arrondissementen
De provincie Henegouwen heeft één gerechtelijke arrondissement:

Henegouwen

Met ingang vanaf 1 april 2014 valt de provinciegrens van Henegouwen samen met de grens van het nieuwe gerechtelijk arrondissement Henegouwen. De drie voormalige gerechtelijke arrondissementen van Henegouwen (Bergen, Charleroi en Doornik) zullen blijven verder bestaan in de vorm van gerechtelijke arrondissementsafdelingen.

#### Gemeenten
Gemeenten met een stadstitel hebben "(stad)" achter de naam
| 1. Aiseau-Presles 2. Anderlues 3. Antoing (stad) 4. Aat - Ath (stad) 5. Beaumont (stad) 6. Belœil 7. Bernissart 8. Binche (stad) 9. Boussu 10. 's-Gravenbrakel - Braine-le-Comte (stad) 11. Brugelette 12. Brunehaut 13. Celles 14. Chapelle-lez-Herlaimont 15. Charleroi (stad) 16. Châtelet (stad) 17. Chièvres (stad) 18. Chimay (stad) 19. Colfontaine 20. Komen-Waasten - Comines-Warneton (stad) 21. Courcelles 22. Dour 23. Écaussinnes 24. Elzele - Ellezelles 25. Edingen - Enghien (stad) 26. Erquelinnes 27. Estaimpuis 28. Estinnes 29. Farciennes 30. Fleurus (stad) 31. Vloesberg - Flobecq 32. Fontaine-l'Évêque (stad) 33. Frameries 34. Frasnes-lez-Anvaing 35. Froidchapelle | 36. Gerpinnes 37. Ham-sur-Heure-Nalinnes 38. Hensies 39. Honnelles 40. Jurbeke - Jurbise 41. La Louvière (stad) 42. Le Rœulx (stad) 43. Lens 44. Les Bons Villers 45. Lessen - Lessines (stad) 46. Leuze-en-Hainaut (stad) 47. Lobbes 48. Manage 49. Merbes-le-Château 50. Momignies 51. Bergen - Mons (stad) 52. Mont-de-l'Enclus 53. Montigny-le-Tilleul 54. Morlanwelz 55. Moeskroen - Mouscron (stad) 56. Pecq 57. Péruwelz (stad) 58. Pont-à-Celles 59. Quaregnon 60. Quévy 61. Quiévrain 62. Rumes 63. Saint-Ghislain (stad) 64. Seneffe 65. Opzullik - Silly 66. Sivry-Rance 67. Zinnik - Soignies (stad) 68. Thuin (stad) 69. Doornik - Tournai (stad) |  |

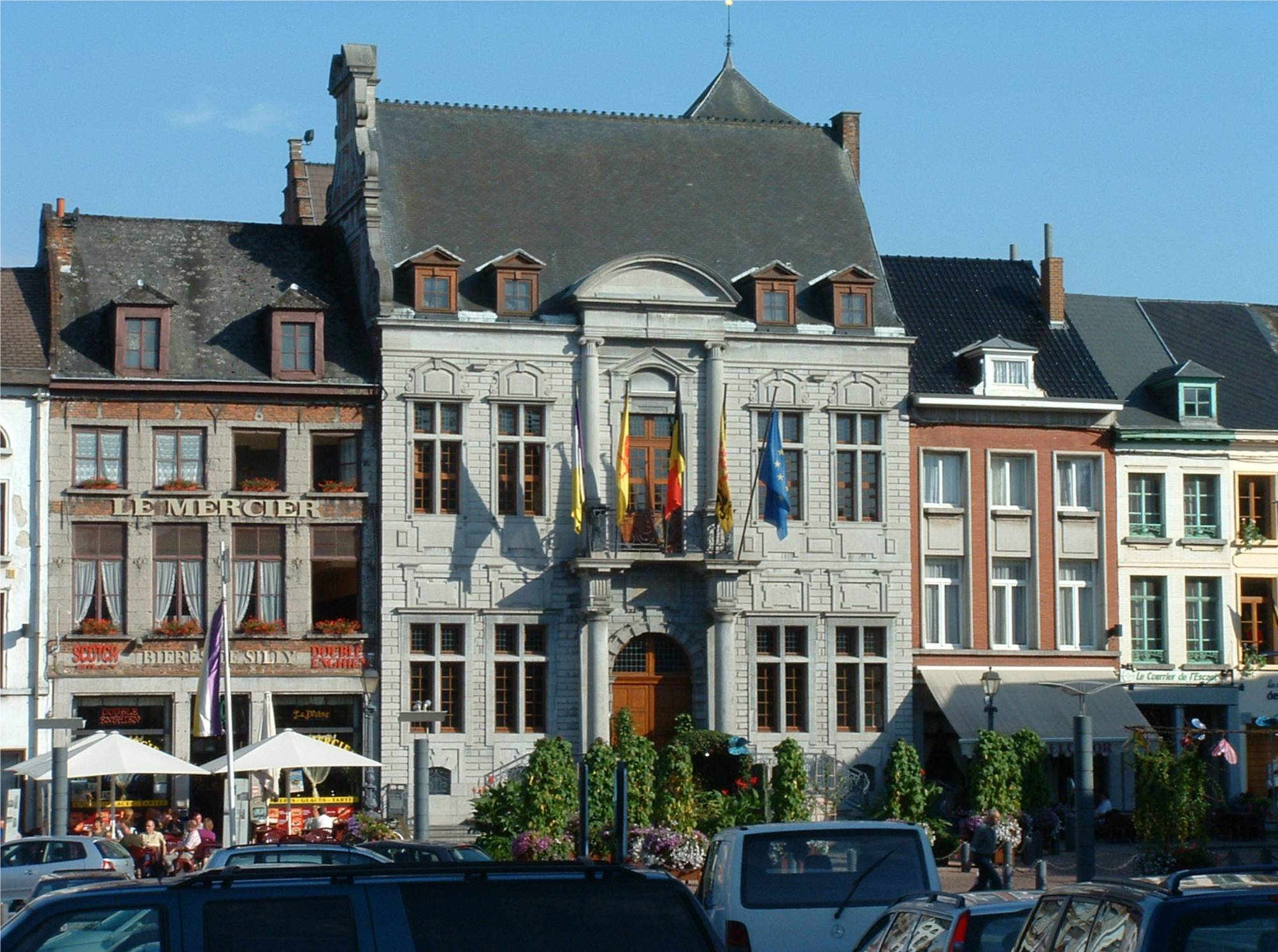
Het stadhuis van Aat

### Aangrenzende provincies
| Aangrenzende provincies | Aangrenzende provincies | Aangrenzende provincies | Aangrenzende provincies | Aangrenzende provincies       |
| ----------------------- | ----------------------- | ----------------------- | ----------------------- | ----------------------------- |
| West-Vlaanderen         |                         | Oost-Vlaanderen         |                         | Vlaams-Brabant, Waals-Brabant |
|                         |                         |                         |                         |                               |
|                         | Namen                   |                         |                         |                               |
|                         |                         |                         |                         |                               |
| Hauts de France (FR)    |                         |                         |                         | Grand Est (FR)                |

## Demografie

### Evolutie van het inwonertal
Inwoneraantal x 1000
- Bron:NIS - Opm:1806 t/m 1980=volkstellingen; vanaf 1990=inwoneraantal op 1 januari

| Inwoners van jaar tot jaar op 1 januari - 1992 tot heden | Inwoners van jaar tot jaar op 1 januari - 1992 tot heden | Inwoners van jaar tot jaar op 1 januari - 1992 tot heden |
| Jaar                                                     | Aantal                                                   | Index (1992=100)                                         |
| -------------------------------------------------------- | -------------------------------------------------------- | -------------------------------------------------------- |
| 1992                                                     | 1.283.252                                                | 100,0                                                    |
| 1993                                                     | 1.285.934                                                | 100,2                                                    |
| 1994                                                     | 1.286.518                                                | 100,3                                                    |
| 1995                                                     | 1.286.649                                                | 100,3                                                    |
| 1996                                                     | 1.284.681                                                | 100,1                                                    |
| 1997                                                     | 1.284.347                                                | 100,1                                                    |
| 1998                                                     | 1.282.783                                                | 100,0                                                    |
| 1999                                                     | 1.280.427                                                | 99,8                                                     |
| 2000                                                     | 1.279.467                                                | 99,7                                                     |
| 2001                                                     | 1.279.823                                                | 99,7                                                     |
| 2002                                                     | 1.281.042                                                | 99,8                                                     |
| 2003                                                     | 1.281.706                                                | 99,9                                                     |
| 2004                                                     | 1.283.200                                                | 100,0                                                    |
| 2005                                                     | 1.286.275                                                | 100,2                                                    |
| 2006                                                     | 1.290.079                                                | 100,5                                                    |
| 2007                                                     | 1.294.844                                                | 100,9                                                    |
| 2008                                                     | 1.300.165                                                | 101,3                                                    |
| 2009                                                     | 1.304.436                                                | 101,7                                                    |
| 2010                                                     | 1.309.880                                                | 102,1                                                    |
| 2011                                                     | 1.317.284                                                | 102,7                                                    |
| 2012                                                     | 1.323.196                                                | 103,1                                                    |
| 2013                                                     | 1.328.760                                                | 103,5                                                    |
| 2014                                                     | 1.332.042                                                | 103,8                                                    |
| 2015                                                     | 1.335.360                                                | 194,1                                                    |
| 2016                                                     | 1.337.157                                                | 104,2                                                    |
| 2017                                                     | 1.339.562                                                | 104,4                                                    |
| 2018                                                     | 1.341.645                                                | 104,6                                                    |
| 2019                                                     | 1.344.241                                                | 104,8                                                    |
| 2020                                                     | 1.346.840                                                | 105,0                                                    |
| 2021                                                     | 1.345.947                                                | 104,9                                                    |
| 2022                                                     | 1.351.127                                                | 105,3                                                    |
| 2023                                                     | 1.356.895                                                | 105,7                                                    |
| 2024                                                     | 1.360.074                                                | 106,0                                                    |
| 2025                                                     | 1.365.328                                                | 106,4                                                    |

Henegouwen was bij de onafhankelijkheid van België in 1830 naar bevolking de tweede grootste provincie van het land (na Oost-Vlaanderen). Door de sterke economische ontwikkeling in de 19e eeuw (vooral mijnbouw, maar ook staal, glas en chemie) nam de bevolking erg snel toe, zodat Henegouwen vanaf 1860 tot 1930 naar bevolking de grootste provincie van het land was. Vanaf 1930 was er nog nauwelijks groei (de toename van de bevolking tussen 1961 en 1970 was voornamelijk het gevolg van de overheveling van de gemeenten Komen en Moeskroen van West-Vlaanderen naar Henegouwen bij het vastleggen van de taalgrens in 1963), waardoor Henegouwen nu nog slechts de derde grootste provincie is (na Antwerpen en Oost-Vlaanderen). Opvallend is dat de forse groei in de 19e eeuw vrijwel geheel voor rekening viel van een beperkt aantal gemeenten op de west-oost lopende industrie-as van de Borinage tot Charleroi, terwijl in het rurale westelijke en zuidelijke deel van de provincie een aantal gemeenten anno 2016 minder inwoners hadden dan in 1846. Op kortere termijn (periode 1970-2016) deed zich het omgekeerde fenomeen voor; de oude industriegemeenten verloren inwoners (o.a. Charleroi -15%) en er was een bovengemiddelde groei in de meer landelijke gemeenten.
De provincie kende van 1946 tot 1956 een grote inwijking van voornamelijk Italiaanse arbeidsmigranten waardoor er in steden als Charleroi en La Louvière tot een kwart van de bevolking Italiaanse wortels heeft. De Vlaamse emigratie naar Wallonië, medebepalend voor de bevolkingsgroei voor Wereldoorlog II was dan al gestopt.

### Bevolkingsdichtheid
De bevolkingsdichtheid In Henegouwen ligt met 358 inw./km² net iets lager dan het cijfer voor België (387 inw./km²) maar beduidend hoger dan het gemiddelde voor Wallonië (219 inw./km²) waar enkel de provincie Waals-Brabant, en dit slechts sinds 2012, iets hoger scoort (378 inw./km²). Opvallend zijn de verschillen tussen de zeer hoge bevolkingsdichtheid in de relatief smalle strook lopend van de Borinage bij de Franse grens tot net voorbij Charleroi (deel van de Waalse industrie-as) en de lage tot zeer lage dichtheid in de zogenaamde Botte du Hainaut in het zuiden en het Pays des Collines in het noordwesten.

### Leeftijdsopbouw

Bevolkingspiramide

## Cultuur

### Taal
De officiële taal is het Frans. De provincie ligt ten zuiden van de taalgrens en er zijn faciliteiten voor Nederlandstaligen in de faciliteitengemeenten Komen-Waasten, Moeskroen, Vloesberg en Edingen.

## Politiek

### Gouverneurs
| Nr.   | Gouverneur                                     | Ambtstermijn | Ambtstermijn | Partij | Partij            |
| ----- | ---------------------------------------------- | ------------ | ------------ | ------ | ----------------- |
| 1     | Ambroise de Puydt                              | 1830         | 1834         |        | Onbekend          |
| 2     | Jean-Baptiste Thorn (1783-1841)                | 1834         | 1841         |        | Liberalen         |
| 3     | Charles Liedts (1802-1878)                     | 1841         | 1845         |        | Liberalen         |
| 4     | Edouard Mercier (1799-1870)                    | 1845         | 1847         |        | Liberalen         |
| 5     | Augustin Dumon-Dumortier (1791-1852)           | 1847         | 1848         |        | Liberale Partij   |
| 6     | Adolphe de Vrière (1806-1885)                  | 1848         | 1849         |        | Liberale Partij   |
| 7     | Louis Troye (1804-1875)                        | 1849         | 1870         |        | Liberale Partij   |
| 8     | Joseph de Riquet de Caraman Chimay (1836-1892) | 1870         | 1878         |        | Katholieke Partij |
| 9     | Auguste Wanderpepen (1814-1879)                | 1878         | 1878         |        | Liberale Partij   |
| 10    | Oswald de Kerchove de Denterghem (1844-1906)   | 1878         | 1884         |        | Liberale Partij   |
| 11    | Auguste Vergote (1818-1906)                    | 1884         | 1885         |        | Liberale Partij   |
| 12    | Joseph d'Ursel (1848-1903)                     | 1885         | 1889         |        | Katholieke Partij |
| 13    | Charles d'Ursel (1848-1903)                    | 1889         | 1893         |        | Katholieke Partij |
| 14    | Raoul du Sart de Bouland                       | 1893         | 1908         |        | Onbekend          |
| 15    | Maurice Damoiseaux                             | 1908         | 1937         |        | Katholiek         |
| 16    | Henri Van Mol                                  | 1937         | 1940         |        | Socialist         |
| *     | Antoine Leroy                                  | 1940         | 1944         |        | REX               |
| 17    | Émile Cornez (1900-1967)                       | 1944         | 1967         |        | Socialist         |
| 18    | Emilien Vaes                                   | 1967         | 1978         |        | PLP               |
| 19    | Michel Tromont (1937-2018)                     | 1983         | 2004         |        | PRL               |
| 20    | Claude Durieux (1945)                          | 2004         | 2012         |        | PS                |
| [ 2 ] | Guy Bracaval                                   | 2013         | 2013         |        | Onbekend          |
| 21    | Tommy Leclercq (1970)                          | 2013         | heden        |        | PS                |

### Provincieraad en deputatie

#### Legislatuur 2024-2030
De provincieraad bestaat uit 56 leden.
De deputatie bestaat uit 4 leden, gevormd door een coalitie bestaande uit PS, MR en Les Engagés:
| Naam            | Partij | Partij      | Functie en bevoegdheden |
| --------------- | ------ | ----------- | --- |
| Eric Massin     |        | PS          | Gedeputeerde Regiovorming, Communicatie, Cultuur, Protocol en Betrekkingen met andere overheden, Voogdij en Kieszaken, Organisatie van de werkzaamheden van de provincieraad en de deputatie, Financiën en Begroting, Patrimonium en Gebouwen |
| Pascal Lafosse  |        | PS          | Gedeputeerde Onderwijs, Opleiding, Human Resources en Syndicale betrekkingen en Informatica |
| Aurore Goossens |        | MR          | Gedeputeerde Territoriale ontwikkeling, Gezondheid, Toerisme, Hulpverleningszones, Hoger Onderwijs met volledig leerplan en Onderwijs voor Sociale Promotie en Hainaut Ingénierie Technique                                                   |
| David Lavaux    |        | Les Engagés | Gedeputeerde Sociale Zaken, Erediensten en Laïciteit en Externe Betrekkingen |

## Foto's

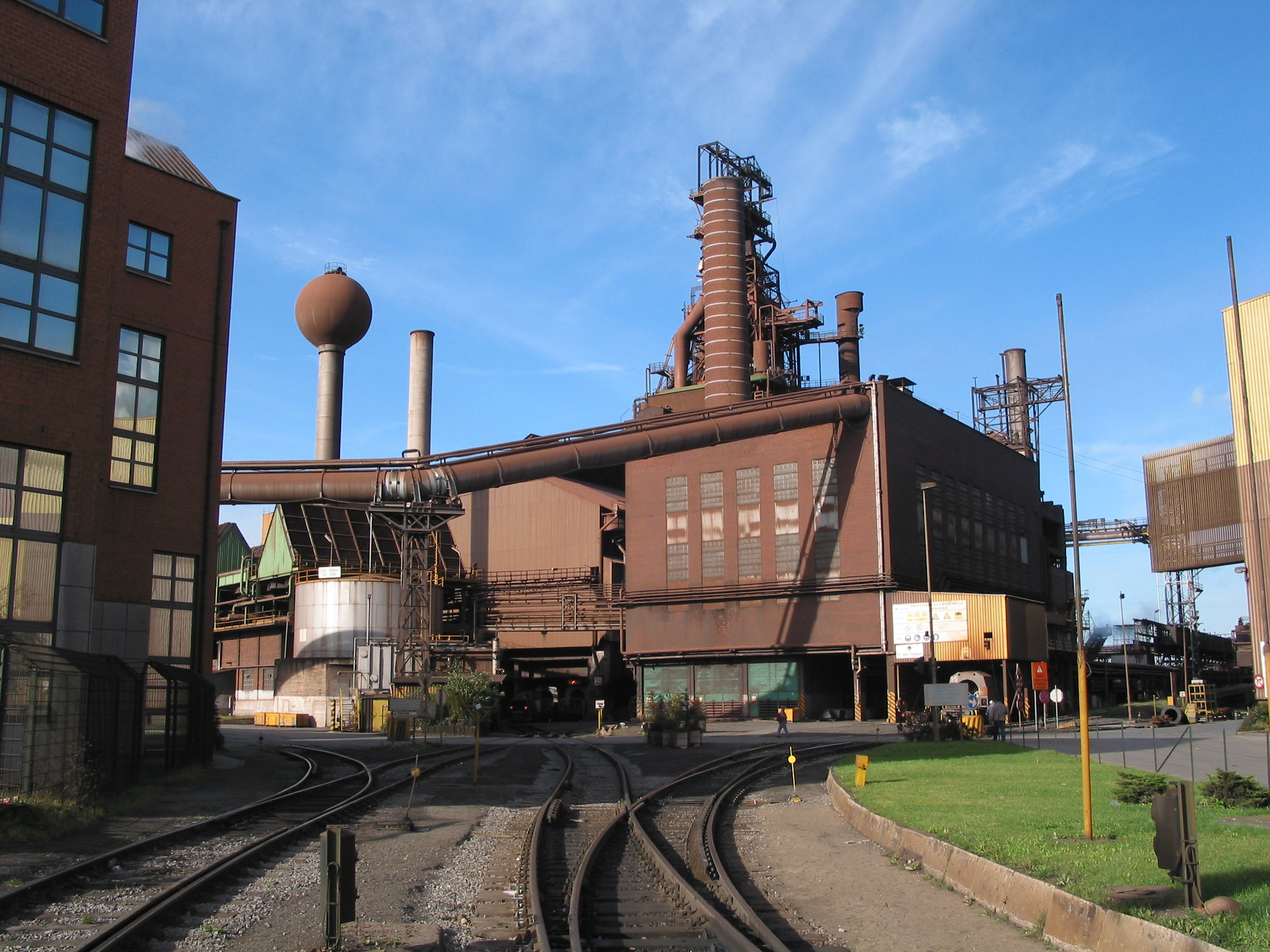
De hoogoven van Marcinelle
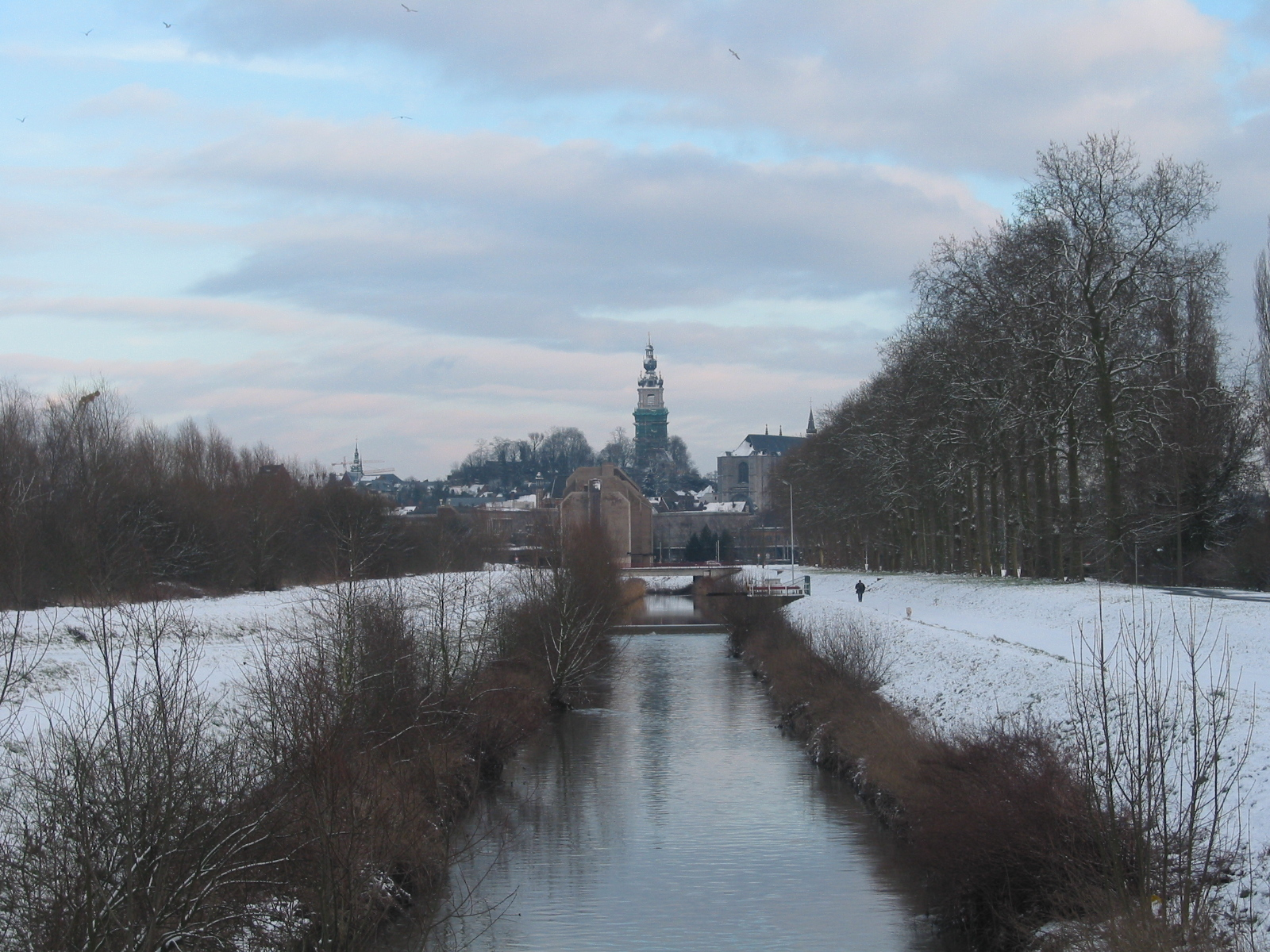
Zicht op de Hene en de oude stad van Bergen
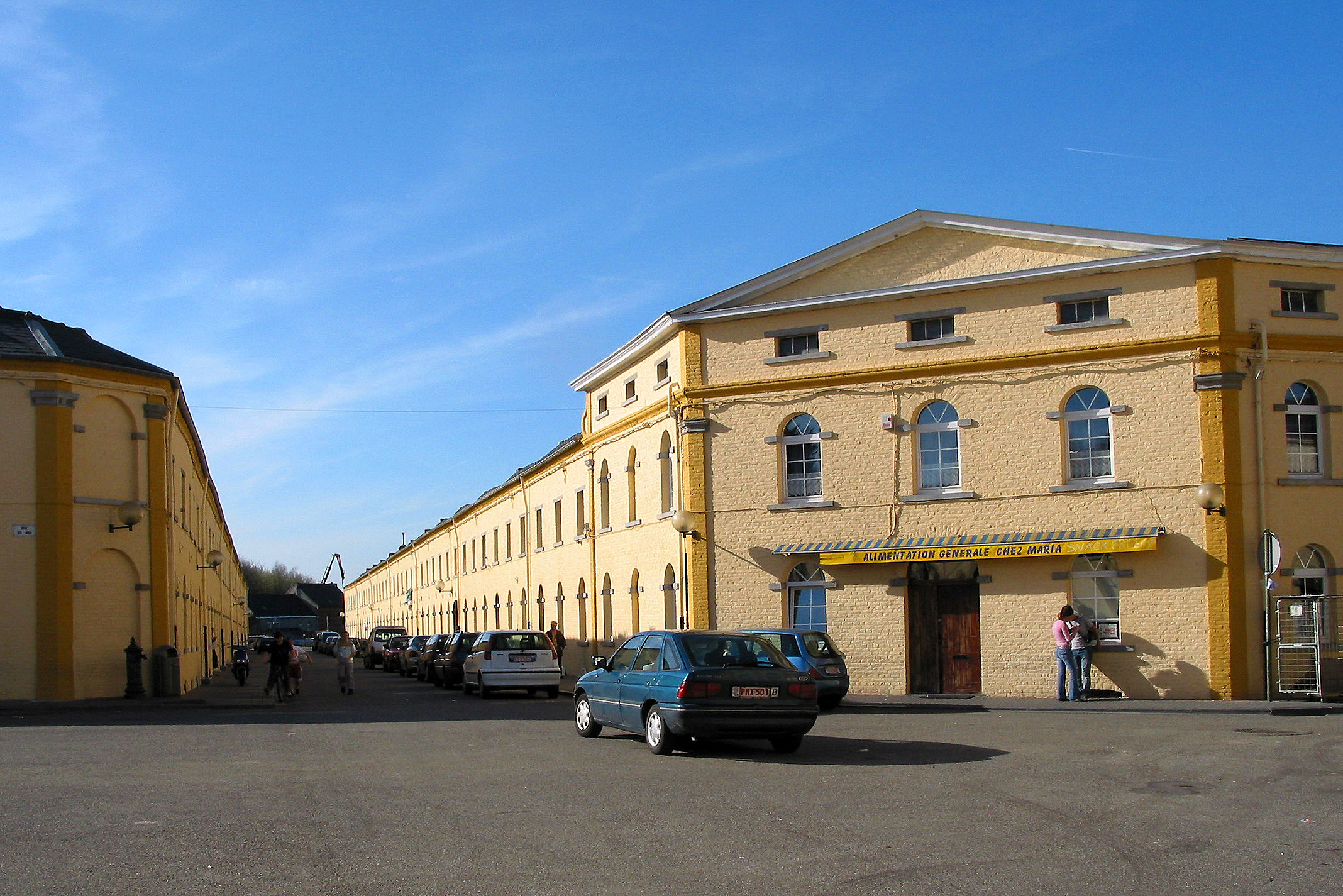
Complex van « Bois-du-Luc » (1838-1853) te La Louvière
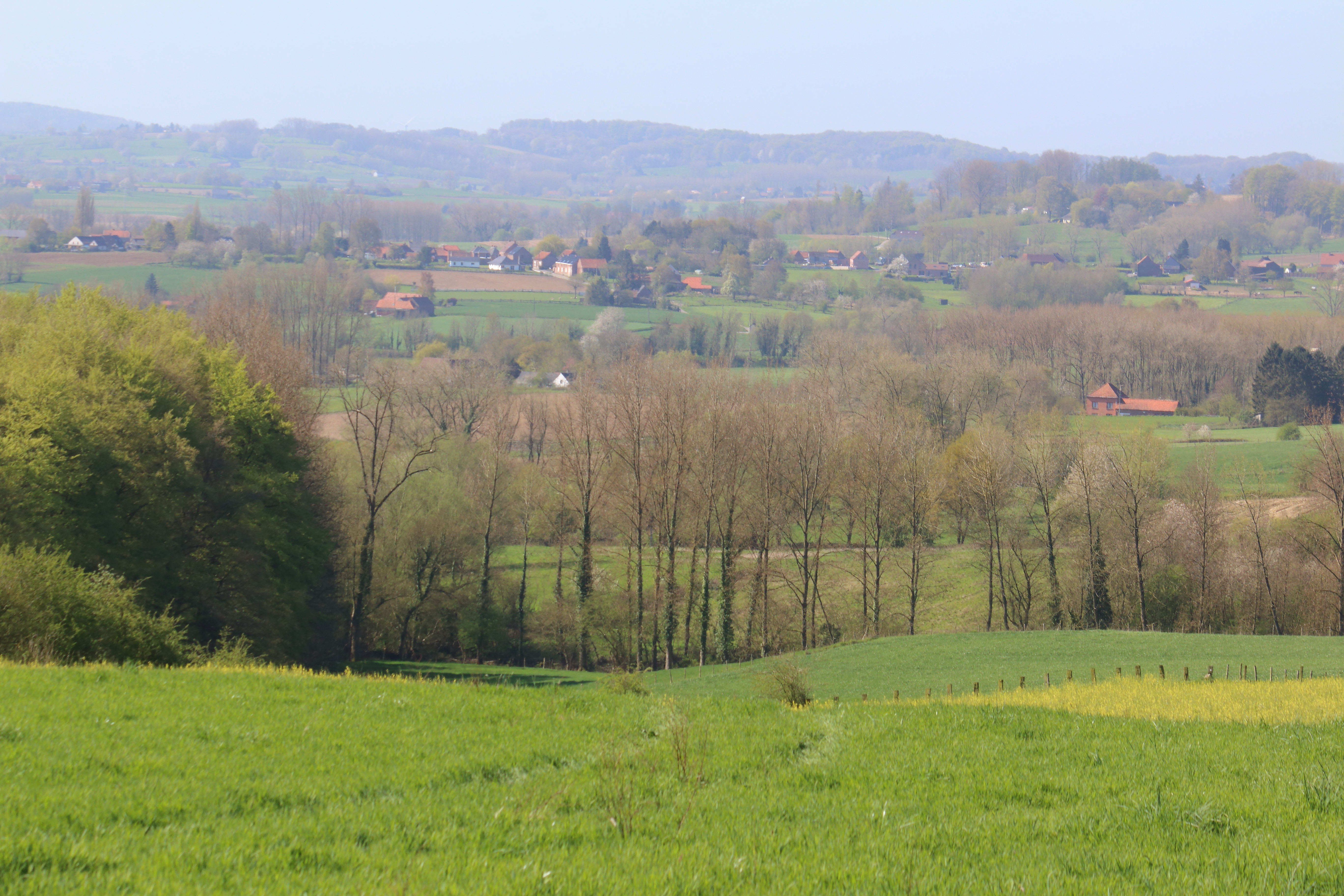
Het Pays des Collines